# 니시나카도리역
니시나카도리역(일본어: 西中通駅)은 일본 니가타현 가시와자키시에 위치한 동일본 여객철도 에치고선의 철도역이다. 단선 승강장 1면 1선의 구조를 갖춘 지상역이다.

## 역 주변
- 국도 제8호선

## 역사
- 1912년 11월 11일 : 에치고 철도의 아라하마역으로서 개업.
- 1915년 7월 1일 : 니시나카도리역으로 개칭.
- 1927년 10월 1일 : 에치고 철도가 국유화. 국철 에치고선의 역이 됨.
- 1973년 12월 1일 : 화물 취급 폐지.
- 1987년 4월 1일 : 일본국유철도 분할 민영화에 의해, 동일본 여객철도가 승계.

## 인접 역
| 동일본 여객철도 에치고선         | 동일본 여객철도 에치고선 | 동일본 여객철도 에치고선 |
| -------------------------------- | ------------------------ | ------------------------ |
| 히가시카시와자키 가시와자키 방면 | ■ 에치고선               | 아라하마 니가타 방면     |